# ナッちゃん
『ナッちゃん』は、たなかじゅんによる日本の漫画作品。

## 作品概要
『スーパージャンプ』（集英社）において1998年から2006年にかけて連載された後、2007年から2009年まで『オースーパージャンプ』（集英社）にて続編『下町鉄工所奮闘記 ナッちゃん 東京編』が連載された。
作中では、鉄工所で取り扱う機械の仕組みや製作・修理される過程が丁寧に描かれており、稀有な「ものづくり」漫画として大学の技術科教授法の授業の教材として使用されたり、工業高校の図書館などに収められている。また、民主党の津田弥太郎は中小企業の振興政策に関する質問で同漫画を取り上げるなどした。2011年1月21日には『朝日新聞』夕刊の「ニッポン人脈記」にてこの漫画が採り上げられた。

## あらすじ
近畿地方のとある地方都市の鉄工所を舞台に、主人公の阪本ナツコは女性・零細企業といったハンディ・親類からの妨害やライバル企業との競争を乗り越え、独特の工夫と前向きな努力で地域町工場の信頼を勝ち取っていく。東京編では、ナツコが東京都大田区蒲田の鉄工所に修行に出る。

## 主要登場人物

### 阪本工作所関連
阪本ナツコ（さかもと ナツコ）
本作の主人公。通称「ナッちゃん」。零細鉄工所の娘として生まれ、小さい頃から父・正義の後をついて回り、鉄工所の仕事に興味を持つ。一時、生命保険会社のOLとして働いていたが、父の入院に際して、鉄工所の仕事を代行し、そのやりがいに目覚める。父の死後、本格的に鉄工所を継ぐ。
物語の前半では、絶大な信頼を置かれていた父と比較されたり、女性・零細企業・技術の稚拙さゆえに数々の苦難に立たされるが、工夫と努力で難題を解決する。物語が進むにつれ周囲の信頼を得て、地域町工場の機械の開発・修理を任されるようになる。東京編では、自らの技術の未熟さを改善するために、東京の鉄工所に修行に出る。
恋愛面には疎く、多くの男性に好意を寄せられながら気づく素振りがない。超ファザコン。ただし、出入り業者の辻口には、亡き父の面影を見る描写がなされている。
阪本正義（さかもと まさよし）
ナツコの父。「出来るかどうかを考えるんやない。どうやったら出来るか考えるんや」を信条に、地域の得意先に絶大な信頼を置かれていた鉄工職人。末期がんに侵されたさい、仕事をまっとうしようとするナツコにそれを知らせることを拒み隠しとおそうとした。自分の死後もナツコが成長するように、ナツコへの課題を親しい人に残した。
阪本春江（さかもと はるえ）
ナツコの母。大手スーパーチェーンの社長令嬢で何不自由ない生活を送っていたが、鉄工所で活き活きと働く正義に惹かれ、実家に絶縁されながらも結婚し、ナツコをもうけた。ナツコが鉄工所を継ぐことに反対していたが、内心では正義の鉄工所が残ることをうれしく思っている。工作所の経理を担当し、金策に奔走することもある。
柿沢徳三（かきざわ とくぞう）
春江の父、ナツコの祖父（初登場第12話）。大型チェーンスーパー・カキザワの創業者。自身が進めていた縁談を春江が反故にしたことで、娘の春江とは絶縁状態になっていた。スーパー経営の一線を退いて後、春江やナツコが自分を頼るよう仕向けるために、工作所の営業を妨害しようとした。後に和解し、阪本工作所に孫のエリカとともに居候するようになった。
柿沢エリカ（かきざわ エリカ）
通称「エッちゃん」。徳三のあとをついだ長男の子で、ナツコとは従姉妹に当たる。元々は、徳三によって営業を妨害する目的で阪本工作所に送り込まれた。容姿がナツコに似ているため、ナツコに成りすましトラブルを引き起こしたこともある。その後、何不自由ない生活ながらフィアンセを親に決められたり自分では何も決められないことを疑問に思い、また同時にナツコの仕事ぶりにあこがれをいだき、阪本工作所に居候する。しかしそれでも自分はお嬢さん育ちだからといって手伝いはしぶしぶにやっている。

### 関係業者
辻口茂雄（つじぐち しげお）
元々はクムラ製作所で営業をしていたが、業務上横領の汚名を着せられ、退職を余儀なくさせられた。そののち阪本工作所などに機械・部品などを卸す辻口商会をひとりで営んでいる。仕事でナツコとつきあっているうちに結婚相手としてナツコに好意を寄せるようになり、他で使わなくなった機械や部品などをたびたびナツコに届けたり、助言したりする。
登場時は、吉本新喜劇の辻本茂雄並みのしゃくれた顎をしているように描かれ、辻本と同じギャグを作中でも用いていた。物語の後半になるとこの描写はなくなる。年齢は30代半ば。世話好きな母がいる。
杉浦冴子（すぎうら さえこ）
通称「サッちゃん」。ナツコと同様、父の死後、工作所（こちらは木工所）を継いでいる。気性が荒く、当初は経営者としての責任感もあって従業員らにつらく当たったり、周囲に頼られているナツコに反発心を抱いていた。しかし困難を楽しそうに乗り切るナツコを見て、じきに仲良くなった。ただし、お嬢さんであるエリカとはことあるごとにケンカしている。学生時代不良同士の揉め事を解決したことか後輩に総長代理と呼ばれている。
- クムラ製作所

柳井健（やない けん）
クムラ製作所の牟婁営業所所長。辻口がクムラを辞める遠因を作った人物。零細鉄工所である阪本工作所に幾度もコンペで敗れ、目の敵にしている。牟婁営業所の営業成績が悪く、改善しなければハバロフスク出張所に左遷させると上司に脅されている。
英語交じりに言葉を話す。非常に背が低い。ナツコには「クムラのちっちゃい人」と呼ばれている。
阿部（あべ）
クムラ製作所の開発室機械設計主任。高い技術力と設備をバックに、精密な機械を設計する。しかし、中小企業の工場の細かいニーズや緊急性・経済性に応えられず、ナツコとの勝負に何度か負けている。
- 久保鐵工 - 比較的設備の大きな鉄工所

社長とその息子
物語の初期、ナツコに比較的減価償却しやすい機械を提供するよう助言する。御曹司はナツコからは「アホボン（あほな跡継ぎの意）」と呼ばれている。サッちゃんに一目惚れする。
- 富永鉄工所

富永（とみなが）
通称「トミやん」。旋盤や溶接の技術に長けた、この道40年の熟練工。若い頃からナツコの父と技術を競い合ってきた。熟練工ゆえに自分の技術に誇りを持ちすぎ、新しい機械を使うことを拒否していた。ナツコとのアングル材補強金具作成対決で、ナツコの工夫する力を目の当たりにし、新たな分野に挑戦することを決意する。後に、久保鐵工でNC工作機械の技師となる。

### 得意先
- 大須賀食品

大須賀
漬物を商う大須賀食品社長。阪本工作所とは先代からの付き合い。最初は女だてらに鉄工所を継いだナツコを認めていなかったが、ナツコの機械に対する姿勢を買い、真っ先に信用するようになった。
- 温州フーズ - ミカンなどを扱う工場

柴田
温州フーズ社長。ベルトコンベアの改良をきっかけに、工場の機械の製作と定期メンテナンスを依頼する。後に会社は買収され、雇われ工場長となったが、阪本工作所との取引を継続させるために徳三が融通し、スーパーカキザワ傘下の直営工場となり社長に返り咲いた。
- 磯辺水産

社長
かまぼこなどを商う。シール機のモーター交換をナツコに依頼して以来、ナツコを中小企業の救世主と崇める。
- 梅中軒

ウメ
梅干の製造・加工を行う梅中軒社長。女性の自立を掲げ、工場で働くほとんどの従業員が女性である。女だてらに鉄工所・工作所を営むナツコや冴子を気に入っている。強引な性格で有無を言わせずお見合いをセッティングしたり、登山に連れ立ったりする。徳三とは子供の頃同じ長屋に住んでいた幼馴染。
北山
梅中軒に縁故採用された男性社員。仕事に意欲的でなく、すぐに言い訳を考える性質だったが、ナツコの仕事に対する姿勢に接し、態度を改める。
- みどり湯

みどり湯の主人
スーパー銭湯を営む。ポンプの修理や手すりの取り付けなどをナツコに依頼する。
知佳
みどり湯の娘。パソコン教室の講師をしていた。実家の銭湯のポンプの修理の際、ナツコやパソコン教室の生徒である富永に世話になる。後に南海大学の研究室に、コンピュータ補佐員として勤めることになる。番台に座ることもある。
辻口に一目惚れし、弁当を届けるなど積極的にアピールするが辻口は気づかない。言葉は（なぜか）標準語。
- 石橋油煙

石橋
正義に棒管洗浄器の製作を依頼していた。正義が死期を悟り、将来ナツコが鉄工所を継いだ後、知識や経験を得たらその機械を改めてナツコに依頼するように頼む。
- 南海大学水産試験場

小橋
水産試験場の教授。施設が思いつきで設計・拡張されており、メンテナンスが非常に困難なので、ナツコの頭を悩ませる。
坂口
水産試験場の助手。初登場時37歳。もうすぐ博士号を取得予定であると自己紹介するが、実際に取得したかどうかは作中では描かれていない。
ナツコに惹かれる男性陣の一人だが、エリカや知佳にも心が揺らがせている。

### その他
上田一樹
エリカの元婚約者。小売チェーンUマートの御曹司で専務。温州フーズで社運をかけた買い付けを任されるが、施設を破壊してしまったところをナツコに救われる。エリカとの婚約が保留される。
高田たか子
外資系販売代理店メルヒェン・ジャパンの元営業。営業力の高さから上司からの覚えも良かったが、上司の売り上げ至上主義に疑問を覚えていたところに、ナツコの仕事振りに接し、阪本工作所の押しかけ従業員となる。その後、外資系電子機器メーカーの営業所で通訳として働く。

## 単行本
集英社 ジャンプコミックスデラックス
1. 第1巻 2000年1月12日刊行 ISBN 978-4088591063
2. 第2巻 2000年10月9日刊行 ISBN 978-4088591483
3. 第3巻 2001年4月9日刊行 ISBN 978-4088591759
4. 第4巻 2001年10月9日刊行 ISBN 978-4088592268
5. 第5巻 2002年1月10日刊行 ISBN 978-4088592633
6. 第6巻 2002年6月9日刊行 ISBN 978-4088592268
7. 第7巻 2002年10月9日刊行 ISBN 978-4088593234
8. 第8巻 2003年2月9日刊行 ISBN 978-4088593401
9. 第9巻 2003年5月6日刊行 ISBN 978-4088593586
10. 第10巻 2003年9月9日刊行 ISBN 978-4088593791
11. 第11巻 2004年1月10日刊行 ISBN 978-4088593951
12. 第12巻 2004年5月5日刊行 ISBN 978-4088594132
13. 第13巻 2004年9月8日刊行 ISBN 978-4088594378
14. 第14巻 2005年1月10日刊行 ISBN 978-4088594798
15. 第15巻 2005年5月7日刊行 ISBN 978-4088595030
16. 第16巻 2005年9月7日刊行 ISBN 978-4088595269
17. 第17巻 2006年1月10日刊行 ISBN 978-4088595504
18. 第18巻 2006年5月7日刊行 ISBN 978-4088595719
19. 第19巻 2006年9月9日刊行 ISBN 978-4088595979
20. 第20巻 2007年1月9日刊行 ISBN 978-4088596181
21. 第21巻 2007年4月9日刊行 ISBN 978-4088596341

下町鉄工所奮闘記ナッちゃん 東京編
1. 第1巻 2008年4月9日刊行 ISBN 978-4088597003
2. 第2巻 2008年12月4日刊行 ISBN 978-4088597485
3. 第3巻 2010年2月4日刊行 ISBN 978-4088598215